# Celleporaria labelligera
Celleporaria labelligera är en mossdjursart som beskrevs av Harmer 1957. Celleporaria labelligera ingår i släktet Celleporaria och familjen Lepraliellidae.
Artens utbredningsområde är Röda havet. Inga underarter finns listade i Catalogue of Life.